# 倪景阳
倪景阳（1979年4月11日—），黑龙江人，中国大陆前篮球运动员、模特、女演员。代表作《十八岁的天空》、《小鱼儿与花无缺》、《白日焰火》等。